# Owo
Owo là thị xã nông nghiệp ở tây nam Nigeria, ở bang Ondo. Owo cũng là tên của quốc gia-thành phố Yoruba ở khu vực tây nam của Nigeria ngày nay, một địa danh tồn tại giữa những năm 1400 và 1600.
Thị xã này nằm ở khu vực nông nghiệp sản xuất hồ tiêu, ngô, cô ca, bông vải. Owo được kết nối bằng đường bộ với Thành phố Benin về phía nam, Akure về phía tây và Ikare về phía bắc. Khu vực Ono đã được khai quật lần đầu vào giai đoạn 1969-1971 với những điêu khắc đất nung thế kỷ 15.